# Dan Gottshall
Dan Gottshall (* 7. Oktober 1961 in Pottstown) ist ein amerikanischer Jazzmusiker (Posaune).

## Werdegang
Gottshall wuchs in Pottstown (Pennsylvania) auf. Er studierte an der Towson State University in der Nähe von Baltimore. Er gehörte dann der Clayton/Hamilton Big Band in Los Angeles an, bevor er sich in Deutschland niederließ. Von 1993 bis 2001 war er als Leadposaunist Mitglied der RIAS Big Band Berlin; er spielte daneben im Berlin Contemporary Jazz Orchestra. Zudem holte ihn Peter Herbolzheimer in seine Rhythm Combination & Brass.
Seit 2002 ist Gottshall festes Mitglied der NDR Bigband. Zugleich lehrt er an der Hochschule für Musik und Theater Hamburg als Professor für Jazz-Posaune. Gottshall hat mehrere Alben unter eigenem Namen veröffentlicht und ist auch auf Tonträgern von Chaka Khan, Peter Herborn, Chuck Brown, João Bosco, Omar Sosa, Norma Winstone, Joe Gallardo, Wolfgang Haffner oder Michael Gibbs zu hören. 